# نزلة أقفهص
قرية نزلة أقفهص هي إحدى القرى التابعة لمركز الفشن في محافظة بني سويف في جمهورية مصر العربية. حسب إحصاءات سنة 2006، بلغ إجمالي السكان في نزلة أقفهص 9191 نسمة، منهم 4644 رجل و4547 امرأة.